# ميرتشا أوبريا
ميرتشا أوبريا (بالرومانية: Mircea Oprea)‏ (20 أبريل 1980 في رومانيا - ) هو لاعب كرة قدم روماني في مركز الهجوم. لعب مع بولتيهنيكا تيميسوارا ونادي بياترا نيامتس وFC Progresul București ‏ وAFC Rocar București ‏ ونادي ميوفيني ‏ وCSM Unirea Alba Iulia ‏ وبوليتنيكا ياشي.

## وصلات خارجية
- ميرتشا أوبريا على موقع قاعدة بيانات كرة القدم.إي يو (الإنجليزية)
- ميرتشا أوبريا على موقع Soccerway.com (الإنجليزية)